# Hans-Jörg Wohlfromm
Hans-Jörg Wohlfromm ist ein deutscher Historiker. Er wuchs mit drei Geschwistern in einem Geschäftshaushalt auf. Das 1932 von seinem Großvater gegründete Süßwaren- und Spirituosengeschäft wird heute in der dritten Generation in Iserlohn geführt. Wohlfromm studierte Rechtswissenschaften und Geschichte. Gemeinsam mit seiner Frau Gisela Wohlfromm veröffentlicht er zur Zeitgeschichte, zur allgemeinen Geschichte sowie zur Kunst und Kultur. Er hält außerdem Vorträge. Das Ehepaar lebt in Würzburg und hat drei gemeinsame Kinder.

## Veröffentlichungen
- mit Gisela Wohlfromm: Deckname Wolf. Hitlers letzter Sieg. edition q im Quintessenz Verlag, Berlin 2001, ISBN 3-86124533-7.
- mit Gisela Wohlfromm: Und morgen gibt es Hitlerwetter! Alltägliches und Kurioses aus dem Dritten Reich. Eichborn Verlag, Frankfurt am Main 2006, ISBN 3-82185629-7.